# Far from the Sun
Far from the Sun ist das sechste Studioalbum der finnischen Metal-Band Amorphis. Es erschien im Mai 2003 bei Virgin Records. Far from the Sun war das letzte Amorphis-Album mit dem Sänger Pasi Koskinen.

## Entstehung und Veröffentlichung
Vor den Aufnahmen zu Far from the Sun verließ der Schlagzeuger Pekka Kasari Amorphis und wurde durch Jan Rechberger ersetzt, der bereits von 1990 bis 1996 Schlagzeuger von Amorphis war. Der Vertrag mit Relapse Records war nach dem letzten Album Am Universum ausgelaufen. Amorphis unterschrieben vor der Produktion von Far from the Sun keinen neuen Plattenvertrag, sie wollten das Album ohne Einflüsse von Außen aufnehmen. Pasi Koskinen beschrieb die Aufnahmen hinterher als „sehr entspannte Arbeit, wir hatten keinen Zeitdruck, Gitarren und Keyboards haben wir in unserem eigenen Studio aufgenommen – da drängelt niemand. Wir hatten alle Zeit, die nötig war.“ (Pasi Koskinen in einem Interview) Erst nach den Aufnahmen unterschrieb die Band einen Vertrag mit dem Major Label Virgin Records.
Far from the Sun wurde am 26. Mai 2003 in Europa veröffentlicht. Bereits Anfang Mai erschien die Single Day of Your Beliefs, am 10. Juli 2003 folgte die zweite Single Evil Inside. In den Vereinigten Staaten wurde das Album erst am 7. September 2004, also über ein Jahr später, veröffentlicht. Diese Ausgabe wurde in einem Pappschuber mit Prägedruck ausgeliefert und enthielt fünf Bonustracks, von denen die ersten drei bereits auf den Singles als B-Seiten veröffentlicht wurden.

## Titelliste
1. Day of Your Beliefs – 5:04
2. Planetary Misfortune – 4:27
3. Evil Inside – 3:57
4. Mourning Soil – 3:47
5. Far from the Sun – 4:00
6. Ethereal Solitude – 4:30
7. Killing Goodness – 3:55
8. God of Deception – 3:38
9. Higher Ground – 5:39
10. Smithereens – 4:51
11. Shining Turns to Gray (Bonustrack) – 2:58
12. Follow Me into the Fire (Bonustrack) – 5:26
13. Darkrooms (Bonustrack) – 3:23
14. Dreams of the Damned (Bonustrack) – 4:48
15. Far from the Sun (extended) (Bonustrack) – 4:20

## Stil

### Musik
Far from the Sun ist nach Am Universum deutlich gradliniger und Metal-lastiger, die Band verzichtet auch auf das Saxophon.
In den Vordergrund tritt außerdem die psychedelische Atmosphäre, die durch zahlreiche Anleihen an den Psychedelic Rock der 70er Jahre hervorgerufen wird: Die Band verwendet Synthesizer, Hammondorgel, Sitar und neben Distortion noch zahlreiche weitere Gitarreneffekte (z. B. Phaser und Delay). Die Melodieführung lehnt sich im Gegensatz zum vorherigen Album wieder verstärkt an traditionellen finnischen Folk an.
Das Lied Planetary Misfortune ist eine Neuauflage von Too Much to See. Dieses wurde 2001 als B-Seite der Single Alone und als Bonustrack des Vorgängeralbums Am Universum veröffentlicht. In der neuen Version wurden Melodielinien und Themen beibehalten, jedoch die Arrangements verändert und ein neuer Text angepasst.

### Texte und Cover
Das CD-Cover von Far from the Sun zeigt das dem Thorshammer ähnliche Ukonvasara (dt.: Hammer oder Beil des Ukko) stilisiert auf rotem Hintergrund. Pasi Koskinen sagte zu diesem ungewohnt schlichten Cover, das in klarem Gegensatz zu dem organischen Artwork von Tuonela und Am Universum steht: „Das einfache Cover soll die Aufmerksamkeit auf die Musik lenken.“ (Pasi Koskinen in einem Interview) Der Hammer soll auch einen Verweis auf die frühe Vergangenheit der Band darstellen und fand sich bereits auf dem Cover zu Tales from the Thousand Lakes.
Die Texte haben wie auf dem Vorgängeralbum Am Universum keinen Bezug zur finnischen Mythologie.

## Erfolge und Kritik
Far from the Sun stieg auf Platz 7 der finnischen Album-Charts ein und war damit weniger erfolgreich als der Vorgänger Am Universum. Auch die Singles erreichten mit Platz 3 und Platz 20 schlechtere Höchstplatzierungen als Alone von 2001.
Der All Music Guide kritisiert, dass Far from the Sun wenig Neues bieten würde. Wade Kergan schreibt für die bekannte Musikseite: 

“Far From the Sun, as well-executed and crafted as it may be, is another step toward a familiar middle. Any further from the sun and Amorphis are likely to wither and fade away.”

„Far from the Sun, so gut ausgeführt und gefertigt es sein mag, ist ein weiterer Schritt zu einer vertrauten Mitte. Etwas weiter von der Sonne, und Amorphis werden wahrscheinlich schrumpfen und verklingen.“

Frank Albrecht vom deutschen Magazin Rock Hard nannte das Album in seiner Rezension zum Nachfolgewerk Eclipse retrospektiv „zwar wirklich schön, aber eher ein Chill-out-Album, das man nach einer berauschten Nacht zum friedlichen Einschlummern aufgelegt hat.“